# Amblyscarta ruficeps
Amblyscarta ruficeps är en insektsart som beskrevs av Walker 1858. Amblyscarta ruficeps ingår i släktet Amblyscarta och familjen dvärgstritar. Inga underarter finns listade i Catalogue of Life.